# Zizyphia
Zizyphia är ett släkte av fjärilar. Zizyphia ingår i familjen stävmalar.
Kladogram enligt Catalogue of Life:
| Zizyphia | \| \| Zizyphia cleodorella \| \| \| \| \| \| Zizyphia zizyphella \| \| \| \| |
|          | \| \| Zizyphia cleodorella \| \| \| \| \| \| Zizyphia zizyphella \| \| \| \| |
|          | Zizyphia cleodorella                                                         |
|          |                                                                              |
|          | Zizyphia zizyphella                                                          |
|          |                                                                              |